# Terutung Payung Gabungan
Terutung Payung Gabungan is een bestuurslaag in het regentschap Aceh Tenggara van de provincie Atjeh, Indonesië. Terutung Payung Gabungan telt 309 inwoners (volkstelling 2010).